# 弗萊明山
弗萊明山（英語：Mount Fleming）是南極洲的山峰，位於維多利亞地，處於萊特上冰川西南面，海拔高度超過2,200米，由新西蘭探險隊命名，以古生物學家命名，現時由南極條約體系管理。

## 外部連結
. . United States Geological Survey.   [2012-03-27].
77°33′S 160°6′E / 77.550°S 160.100°E